# گیرنده ملاتونین
گیرنده‌های ملاتونین(به انگلیسی: Melatonin receptor) گیرنده جفت‌شونده با پروتئین جی (GPCR) هستند که بهملاتونین متصل می‌شوند. سه نوع گیرنده ملاتونین شبیه سازی شده‌است. زیرگروه‌های گیرنده MT 1 (یا Mel1A یا MTNR1A) و MT2 (یا Mel1B یا MTNR1B) در انسان و سایر پستانداران وجود دارند، در حالی که یک زیرگروه دیگر گیرنده ملاتونین MT3 (یا Mel1C یا MTNR1C) نیز وجود دارد که در دوزیستان و پرندگان شناسایی شده‌است. گیرنده‌ها در آبشار سیگنال ملاتونین بسیار مهم هستند. در زمینه کرونوبیولوژی، ملاتونین نقش کلیدی در هماهنگی ساعت‌های زیستی دارد. ترشح ملاتونین توسط غده صنوبری دارای ریتم شبانه روزی است که توسط هسته سوپراکیاسماتیک (SCN) موجود در مغز تنظیم می‌شود. SCN به عنوان تنظیم کننده زمان ملاتونین عمل می‌کند. ملاتونین سپس یک حلقه بازخورد را دنبال می‌کند تا شلیک عصبی SCN را کاهش دهد. گیرنده‌های MT1 و MT2 این فرآیند را کنترل می‌کنند. گیرنده‌های ملاتونین در سراسر بدن در مکان‌هایی مانند مغز، شبکیه چشم، دستگاه قلبی-عروقی، کبد و کیسه صفرا، روده بزرگ، پوست، کلیه‌ها و بسیاری بخش‌های دیگر یافت می‌شوند. در سال ۲۰۱۹، ساختارهای کریستالی اشعه ایکس و میکروسکوپ الکترونی کرایو MT1 و MT2 گزارش شد.

## لیگاندهای انتخابی

### آگونیست‌ها
- ۶-هیدروکسی‌ملاتونین
- آگوملاتین
- GR-196,429
- ملاتونین
- ان-استیل سروتونین
- Piromelatine
- راملتئون
- Tasimelteon

### آنتاگونیست‌ها
- آفوبازول
- Luzindole
- پرازوسین